# Emil Kümmerer
Emil Kümmerer (* 19. April 1914 in Füßbach; † 16. Mai 2008 in Tübingen) war ein deutscher Orientalist und Bibliothekar.

## Leben
Nach der Reifeprüfung am Realgymnasium in Schwäbisch Hall (1933) und dem Militärdienst absolvierte Kümmerer eine Ausbildung in der Zollverwaltung. Nach dem Kriegsdienst im Zweiten Weltkrieg (zuletzt als Dolmetscheroffizier für Italienisch) und vierjähriger britischer Kriegsgefangenschaft in Ägypten (1943–1947) begann er im Sommersemester das Studium der Orientalistik (Semitische Sprachen und Islamkunde) an der Eberhard Karls Universität Tübingen. Im Jahre 1953 promovierte er hier bei dem Islamwissenschaftler Rudi Paret. Im selben Jahr trat er als Bibliotheksreferendar in den Dienst der Universitätsbibliothek Tübingen (Fachprüfung 1954 am Bibliothekar-Lehrinstitut des Landes Nordrhein-Westfalen in Köln) und war hier bis zu seinem Eintritt in den Ruhestand 1979 als Fachreferent und Leiter der Orientabteilung tätig, seit 1975 als Bibliotheksdirektor.
Sein Sohn Burkhard Kümmerer (* 1953) ist Mathematiker und Hochschullehrer an der Technischen Universität Darmstadt. 

## Schriften
- Die Ahmadiya. Beiträge zur Kenntnis eines ägyptischen Derwischordens. Dissertation Universität Tübingen 1953.
- (Übersetzer): Sabatino Moscati / Geschichte und Kultur der semitischen Völker. Eine Einführung. Kohlhammer, Stuttgart 1953.
- Zur Katalogisierung der arabischen und nach arabischer Weise gebildeten (türkischen, persischen usw.) Namen: (ein Beitrag zu einer Neufassung der §§ 146 und 147 der Preußischen Instruktionen). Köln 1955.
- Orientalia und andere deutsche Bücher. Eine Auswahl zur Feier der afghanischen Unabhängigkeit. Börsenverein des Deutschen Buchhandels. Frankfurt/M. 1962.
- (Übersetzer): Francesco Gabrieli / Geschichte der Araber. Kohlhammer, Stuttgart 1963.
- Bericht über eine Beschaffungsreise nach Nordafrika. In: Zeitschrift für Bibliothekswesen und Bibliographie, Bd. 18 (1971), S. 174–178.
- Die Pflege der Arabistik an der Universitätsbibliothek Tübingen. In: Friedrich H. Kochwasser (Hrsg.): Araber und Deutsche. Begegnung in einem Jahrtausend. Erdmann, Tübingen 1974, S. 243–248.
- Das Sondersammelgebiet Orientalistik. In: Attempto, Jg. 51/52 (1974), S. 60–64.
- Arabischer Typendruck in Europa und im Orient. In: Bücher im Wandel der Zeiten. 500 Jahre Eberhard-Karls-Universität Tübingen 1477–1977; eine Ausstellung aus den Beständen der Universitätsbibliothek Tübingen (= Ausstellungskataloge der Universität Tübingen, Bd. 6). Universitätsbibliothek Tübingen 1977, S. 74–81.
- Der zeichnerische Beitrag von Julius Euting im Journal d'un voyage en Arabie (1883–1884) des Charles Huber. In: Roswitha Stiegner (Hrsg.): Al-Hudhud. Festschrift Maria Höfner zum 80. Geburtstag. Universitätsverlag, Graz 1981, S. 161–169.
- (Bearb.): Julius Euting / Reise nach Innerarabien 1883/84. Aquarelle aus seinen Tage- und Skizzenbüchern. Attempto-Verlag, Tübingen 1986.